# Norrbottens Järn

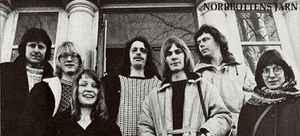
Norrbottens Järn, bild tagen 1975/76.

Norrbottens Järn var ett proggband från Luleå och som var verksamt under 1970-talet. Bandet grundades av Ted Ström 1974. Bandets mest kände medlem var Ted Ström (som tidigare spelat i bland andra gruppen Contact); han skrev också de flesta av Norrbottens Järns låtar. De övriga bandmedlemmarna (och betydande för arrangemangen av Ströms låtar) var Bo Sundberg, Ulf "Flu" Jonsson, Hans Lindström, Hans Rinander och Maria Rosén. Sundberg var gitarrist i Norrbottens Järn 1975-1977. Han har skrivit låtar som "Flugornas hage" och "Farfars väst". "Flugornas hage", var ungdomsradions i Luleå signaturmelodi under flera år på 1970-talet. Bandet fick skivkontrakt hos MNW systerbolag, Manifest. 
Bandet turnerade flitigt och blev kända i hela landet. En dokumentär om gruppen sändes i SVT under 1977. Norrbottens Järn gav ut två LP innan gruppen upplöstes; Ström medverkade inte på den andra skivan men bidrog med kompositioner, Järnet. Musiken är en blandning av rock/jazz/blues och country. Bandet återförenades i början av 80-talet för att spela tillsammans en sista gång. Konserten fick lysande recensioner i tidningarna. Gruppen har återförenats fler gånger, senast vid en konsert i Luleå i maj år 2013. Sundberg arbetade på Norrbottensteatern under 80- och 90-talen men är numera gymnasielärare på musiklinjen i Luleå. Där arbetar även Björn Sjöö, som skrivit en del av bandets låtar.

## Influenser
Filmen Lusten till ett liv är delvis inspirerad av bandet. I filmen spelar det fiktiva bandet Verket bland annat Konserverad gröt.

## Diskografi
Studioalbum
- 1975 – Drömmarnas värld
- 1977 – Järnet